# Долгов, Михаил Герасимович
Михаи́л Гера́симович Долго́в (13 ноября 1904 — 11 декабря 1985) — советский хозяйственный, государственный и политический деятель, Герой Социалистического Труда.

## Биография
Родился в 1904 году в деревне Старые Тойси Буинского уезда Симбирской губернии в семье крестьянина. Чуваш. Окончил Старотойсинскую начальную школу. 
С 1924 года — на хозяйственной, общественной и политической работе, организатор комсомольской ячейки. В 1926—1928 гг. служил в рядах Красной Армии. Окончил полковую школу в Бобруйске. 
В 1928 году был направлен на учебу в совпартшколу второй ступени в Чебоксары, по окончании которой с 1930 году работал пропагандистом Канашского райкома партии, председателем колхоза «Звезда» Батыревского района, председателем Батыревского райпрофсовета. 
Участник Великой Отечественной войны 1941—1945 гг.: на фронте с 15 июля 1941 года. 

В 1947 году, после демобилизации из армии, избран председателем колхоза «Гвардеец» Батыревского района, которым руководил до 1968 года. 
Член КПСС.
Указом Президиума Верховного Совета СССР от 23 июня 1966 года присвоено звание Героя Социалистического Труда с вручением ордена Ленина и золотой медали «Серп и Молот».
Избирался депутатом Верховного Совета СССР 6-го созыва.
Умер в деревне Старые Тойси в 1985 году.

## Награды и звания
- Медаль «За боевые заслуги» (1945)[4]
- Орден Красной Звезды (1945)[5]
- Медаль «За победу над Германией в Великой Отечественной войне 1941—1945 гг.» (1946)[3]
- Орден Отечественной войны II степени (1985)[6]
- Заслуженный агроном Чувашской АССР (1957)
- Герой Социалистического Труда (1966)[2][1]

## Память
- В 2004 году на фасаде дома в Старых Тойсях, где жил Долгов М. Г., установлена мемориальная доска[7].